# Noble Jones
Noble Jones (ur. 20 czerwca 1702 w Londynie, Anglia, zm. 2 listopada 1775 w Wormsloe, hrabstwo Chatham, Georgia) – cieśla, jeden z pierwszych brytyjskich osadników w Prowincji Georgia. Ojciec Noble Wimberly Jonesa, dziadek senatora George'a Jonesa.
W 1733 roku przybył wraz z rodziną do Savannah. Mianowany przez generała Jamesa Oglethorpe'a konstablem. W czasie wojny o ucho Jenkinsa, dowodził 42 pieszym regimentem, będącym częścią wojsk Oglethorpe'a. Pod koniec lat trzydziestych XVIII wieku Jones rozpoczął na wydzierżawionym od władz kolonialnych ziemiach budowę plantacji Wormsloe. W 1756 roku król Jerzy II przekazał Jonesowi plantację na własność.